# Saint-Martin-de-Crau
Saint-Martin-de-Crau är en kommun i departementet Bouches-du-Rhône i regionen Provence-Alpes-Côte d'Azur i sydöstra Frankrike. Kommunen ligger  i kantonen Arles-Est som ligger i arrondissementet Arles. År 2022 hade Saint-Martin-de-Crau 13 962 invånare.

## Befolkningsutveckling
Antalet invånare i kommunen Saint-Martin-de-Crau
Referens:INSEE